# Anja Verderosa
 (août 2025).
La mise en forme du texte ne suit pas les recommandations de Wikipédia : il faut le « wikifier ».
Les points d'amélioration suivants sont les cas les plus fréquents :
- Les titres sont pré-formatés par le logiciel. Ils ne sont ni en capitales, ni en gras.
- Le texte ne doit pas être écrit en capitales (les noms de famille non plus), ni en gras, ni en italique, ni en « petit »…
- Le gras n'est utilisé que pour surligner le titre de l'article dans l'introduction, une seule fois.
- L'italique est rarement utilisé : mots en langue étrangère, titres d'œuvres, noms de bateaux, etc.
- Les citations ne sont pas en italique mais en corps de texte normal. Elles sont entourées par des guillemets français : « et ».
- Les listes à puces sont à éviter, des paragraphes rédigés étant largement préférés. Les tableaux sont à réserver à la présentation de données structurées (résultats, etc.).
- Les appels de note de bas de page (petits chiffres en exposant, introduits par l'outil «  Source ») sont à placer entre la fin de phrase et le point final[comme ça].
- Les liens internes (vers d'autres articles de Wikipédia) sont à choisir avec parcimonie. Créez des liens vers des articles approfondissant le sujet. Les termes génériques sans rapport avec le sujet sont à éviter, ainsi que les répétitions de liens vers un même terme.
- Les liens externes sont à placer uniquement dans une section « Liens externes », à la fin de l'article. Ces liens sont à choisir avec parcimonie suivant les règles définies. Si un lien sert de source à l'article, son insertion dans le texte est à faire par les notes de bas de page.
- La présentation des références doit suivre les conventions bibliographiques. Il est recommandé d'utiliser les modèles {{Ouvrage}}, {{Chapitre}}, {{Article}}, {{Lien web}} et/ou {{Bibliographie}}. Le mode d'édition visuel peut mettre en forme automatiquement les références.
- Insérer une infobox (cadre d'informations à droite) n'est pas obligatoire pour parachever la mise en page.

Pour une aide détaillée, merci de consulter Aide:Wikification.
Si vous pensez que ces points ont été résolus, vous pouvez retirer ce bandeau et améliorer la mise en forme d'un autre article.

Anja Verderosa, née à Fontenay-sous-bois le 26 novembre 2000, est une actrice française de cinéma.
Elle apparaît pour la première fois au cinéma en 2025 dans le 
long-métrage L'épreuve du feu, du réalisateur Aurélien Peyre
,.

## Biographie
Fille de parents musiciens, la chanteuse Vallée Stoffler, et le bassiste Alain Verderosa, Anja grandit à Fontenay-sous-bois.
Elle s'initie dès l'âge de 6 ans au théâtre et rêve de devenir comédienne.
Après ses études, elle intègre différentes écoles de théâtre, dont le Cours Simon.

### Carrière
Anja Verderosa obtient son premier rôle à la télévision en 2018, dans la saison 10 de la série télévisée Skam France, notamment aux côtés de Zoé Garcia.
En 2025, elle obtient l'un des 2 premiers rôles du film L'épreuve du feu de Aurélien Peyre, aux côtés de Félix Lefebvre.

## Filmographie
Sauf indication contraire, les informations mentionnées dans cette section peuvent être confirmées par les bases de données cinématographiques IMDb et Allociné,  présentes dans la section « Liens externes ».

### Cinéma

#### Longs métrages
- 2025 : L'épreuve du feu de Aurélien Peyre : Queen

### Télévision

#### Séries
- 2018 : SKAM France : "Future Ex" de Hugo

### Vidéoclips
- 2019 : Lève les yeux (participation au clip de Vallée Stoffler)